# Zawada (Szewce)
Zawada – część wsi Szewce w Polsce, położona w województwie świętokrzyskim, w powiecie kieleckim, w gminie Nowiny.
W latach 1975–1998 Zawada należała administracyjnie do województwa kieleckiego.
Zawada położona jest w Górach Świętokrzyskich pomiędzy dwoma pasmami Zgórskim i Bolechowickim. Dojazd z Kielc zapewniają autobusy komunikacji miejskiej linii 19.
Przez Zawadę przechodzi  niebieska ścieżka rowerowa wokół Piekoszowa.